# Susanna e i vecchioni (Artemisia Gentileschi Brno)
Susanna e i vecchioni è un dipinto a olio su tela (205x168 cm) realizzato nel 1649 dalla pittrice italiana Artemisia Gentileschi: è conservato nella Moravska Galerie di Brno.

## L'opera
La tela, firmata e datata, ci offre una preziosa testimonianza dell'ultimo periodo della lunga carriera artistica di Artemisia Gentileschi, quello del definitivo rientro a Napoli dopo la parentesi londinese.
È inevitabile mettere il quadro a confronto con un'altra Susanna e i vecchioni, quella conservata oggi nella collezione Schönborn a Pommersfelden, che aveva rappresentato l'esordio artistico di Artemisia, avvenuto poco meno di quarant'anni prima.
Assieme ad alcune analogie (la posizione assisa dell'eroina biblica, la sua completa nudità celata a stento da un panno bianco, la torsione del busto, il braccio teso a respingere l'indecente ricatto dei due intrusi, il gesto del più anziano di questi che le intima il silenzio), si notano le evidenti diversità di impaginazione e di stile.
La scena si è fatta qui più ampia, non più occupata dalle sole tre figure, ma aperta su un giardino fiorito che si lascia intuire tra le eleganti colonnine della balaustra e su un lontano paesaggio collinare. Un bacile di peltro, posto ai piedi di Susanna, dà modo alla pittrice di esibire, nell'esecuzione dei manici a grottesche e dei supporti a zampa di leone, la sua abilità nel curare i dettagli.
Il quadro è dunque, sotto molti profili, più ricercato e più consono al gusto estetico che si va affermando verso la metà del XVII secolo. Eppure l'attenuarsi dei modi caravaggeschi e  la minor vivacità della tavolozza rendono la scena meno drammatica. Anche il gesto di ripulsa di Susanna, con gli occhi manieristicamente rivolti al cielo, fanno assumere alla tela un linguaggio che appare più debole e retorico.